# Frieda Hodapp
Frieda Hodapp (ur. 13 sierpnia 1880 w Helmstadt-Bargen, zm. 14 września 1949 w Bad Wiessee) – niemiecka pianistka, uczennica Maxa Regera.

## Życie
Od 1887 do 1891 była uczennicą Hochschule für Musik Karlsruhe. Od 1891 do 1898 uczyła się w Dr. Hoch’s Konservatorium. Po pierwszym występie w Darmstadcie w 1899. W 1901 rozpoczęła koncertowe tournée w Sankt Petersburgu i w Moskwie. Potem rozpoczęła intensywną działalność koncertową w Niemczech i w większości państw europejskich. Po zaprzestaniu działalności koncertowej w 1932, zaczęła prowadzić kursy mistrzowskie w Heidelbergu w 1934. Wyszła za mąż za holendersko-niemieckiego muzyka Jamesa Kwasta, po jego śmierci wyszła za mąż za Otto Krebsa na krótko przed jego śmiercią w 1941.

## Nagrody
W 1898 w Berlinie otrzymała Nagrodę Mendelssohna.
James Kwast i Frieda Hodapp zostali odznaczeni Złotym Orderem za Naukę i Sztukę Księstwa Meklemburgii-Strelitz w 1912 roku.